# Petrovice (Miličín)
Petrovice jsou místní část města Miličín v okrese Benešov ve Středočeském kraji. Osada se nachází mezi Miličínem a Mladou Vožicí a spadá pod obec s rozšířenou působností Votice. Probíhá zde hranice mezi Středočeským krajem (okres Benešov) a Jihočeským krajem (okres Tábor). V katastrálním území Petrovice u Miličína leží i místní část Kahlovice.

## Historie
První písemná zmínka o vesnici pochází z roku 1318. Petrovice bývaly samostatným panstvím obklopeným mladovožickým khuenburským panstvím zahrnujícím prostor včetně Miličína až do Mladé Vožice a dále na východ. Určitou dobu (od konce 16. století do roku 1718) byly Petrovice součástí panství Nemyšl. Předposledními majiteli Petrovic (od roku 1829 do roku 1911) byl rod Pechů z Prahy, z nich Josef Karel Peche byl vrchním ředitelem České spořitelny.
Samostatnou obcí byly Petrovice od roku 1848 do 1. ledna 1980, kdy byly sloučeny s obcí Miličín. Osadami obce Petrovice v roce 1930 byly Nové Dvory a Petrovice, v roce 1965 Kahlovice, Nasavrky, Nové Dvory a Petrovice. Samoty: Váchův mlýn (majitelé Krajícovi), Žbánkova vila (majitelé Brožkovi).

### Zámek a hospodářské budovy

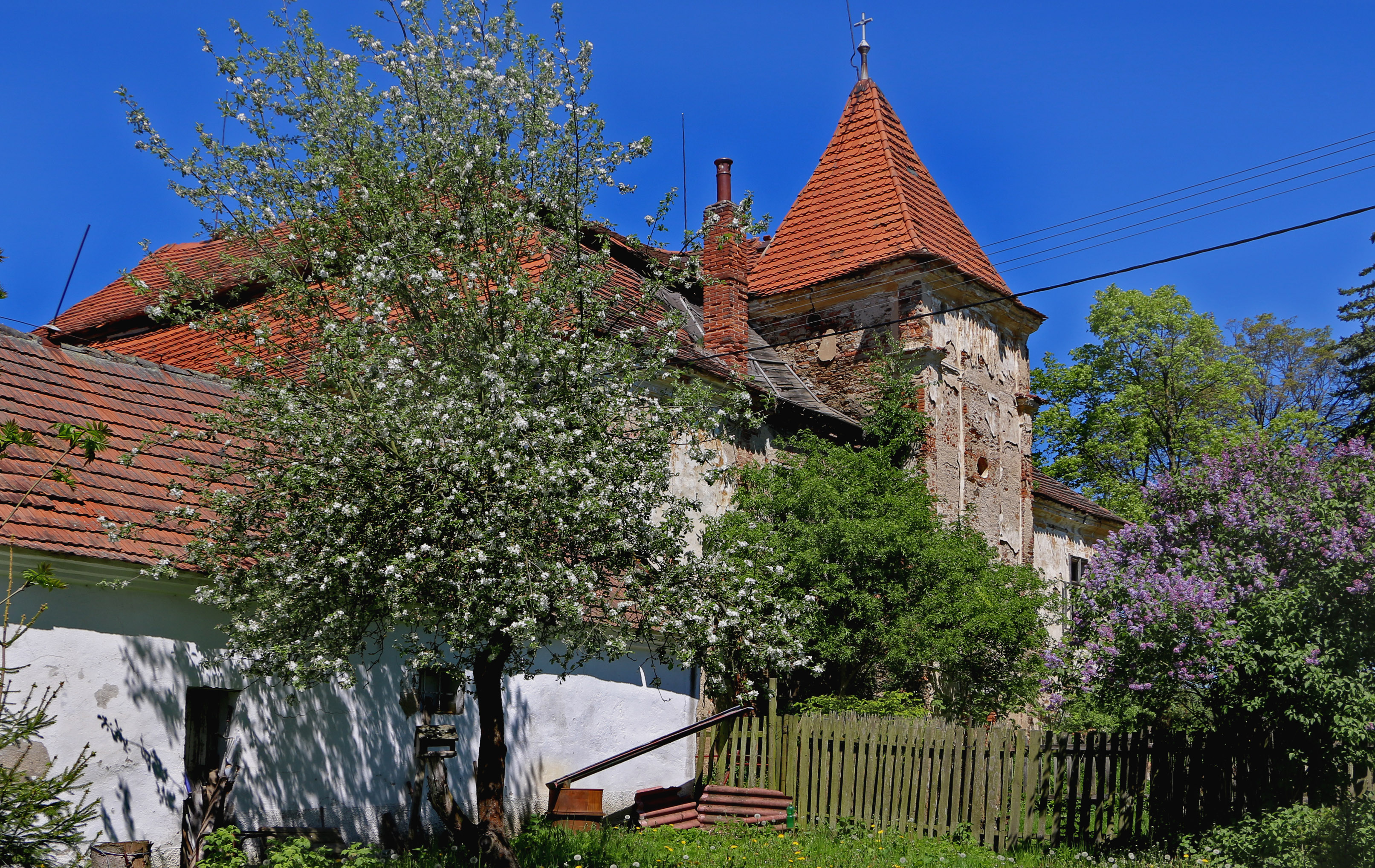
Zámek v roce 2017

V Petrovicích stával do roku 2019 zámek s parkem a hospodářskými budovami, který v letech 1958 až 2016 patřil mezi nemovité kulturní památky. Zámek byl dvoukřídlou budovou s mansardovou střechou a věží, ve které byla umístěna kaple. Hlavní vchod do zámku byl v křídle obráceném do dvora. Součástmi dvora byly kravín, ovčín, konírna, dvě stodoly, pivovar se sladovnou, lihovar, pila, součástí statku byl i dvůr Slapsko s cihelnou a dvůr v Nových dvorech.
Původně byla v Petrovicích nevýznamná tvrz. Na jejím místě vznikl barokní zámek vybudovaný krátce po roce 1725 Františkem Leopoldem Voračickým z Paběnic (ten zde roku 1737 zemřel).
V roce 1911 se majitelem statku stal Dr. Ing. Karel Bachrach, předseda Družstva hospodářských lihovarů v Praze. Statek měl po pozemkové reformě 177 ha rolí, 17 ha zahrad, 4 ha pastvin, 100 ha lesů, 3 ha rybníků. Ve vile v zámeckém parku byla škola a byt učitele. Karel Bachrach zemřel roku 1939 ve vězení gestapa v Táboře, jeho syn Viktor byl umučen v koncentračním táboře Mauthausen.
V důsledku trvale zanedbávané údržby po roce 1948 se budova zámku, která byla od 80. let ve vlastnictví obce, dostala do havarijního stavu a tento stav se i počátkem 21. století stále zhoršoval. Částečné provizorní havarijní zajištění zámku provedla v roce 2005 firma Jiří Bílek s.r.o. Brandýs nad Labem. V roce 2019 proběhla jeho demolice.
Majitelem hospodářského dvora, polností a poloviny lesů při bývalém statku Petrovice je v Austrálii žijící MUDr. Václav Váhala (vnuk bývalého majitele statku Karla Bachracha), správou majetku je pověřen jeho bratranec, Ing. Antonín Váhala. Druhá polovina lesů patří vnučce bývalého majitele Janě Traplové, rozené Bachrachové.

## Přírodní poměry

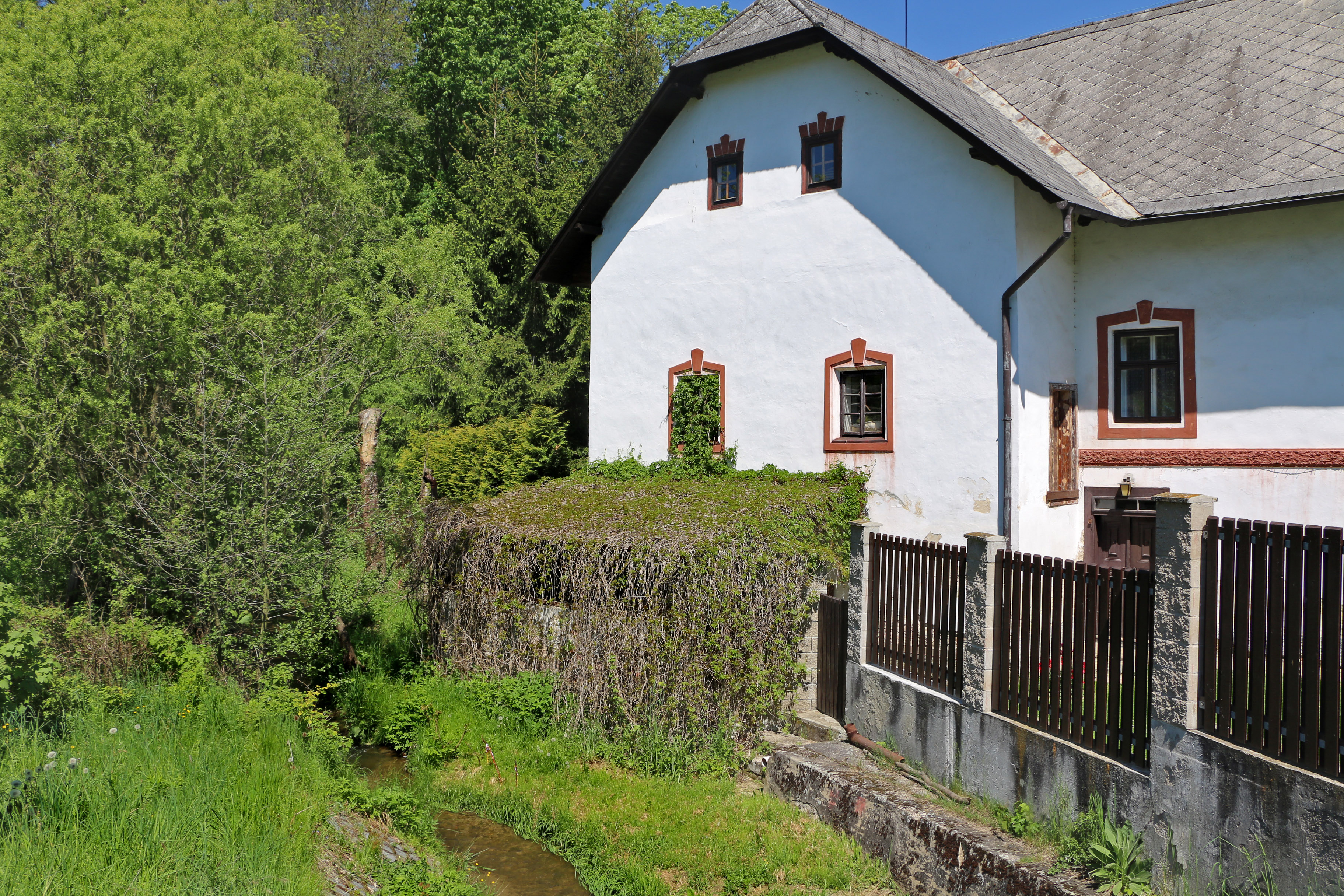
Bývalý mlýn na Novoveském potoce

### Vodstvo
Vsí protéká Novoveský potok, který se vlévá v Mladé Vožici do řeky Blanice. Jsou zde čtyři větší rybníky a několik menších nádrží. V okolí jsou větší lesní komplexy.
V roce 2005 bylo dokončeno rozsáhlé odbahnění větší části petrovického rybničního systému, který byl již téměř před zánikem.

## Obyvatelstvo a vybavení
Počet obyvatel Petrovic v posledních letech stagnuje. V roce 1991 a 2001 zde žilo 102 osob. Nejvíce obyvatel zde bylo zjištěno při sčítání v roce 1880 – 283 osob, počet z roku 2001 je historicky nejnižší. Celkem je zde 30 trvale obydlených domů, z toho je jeden bytový dům. Domů užívaných pouze k rekreaci je dvanáct. Oproti roku 1991 počet trvale obydlených domů vzrostl o dva.
Poštu, základní školu a lékaře mají Petrovice v Miličíně. Farností spadají do Nové Vsi, okres Tábor (dříve zde bývala i škola, pošta a obchod smíšeným zbožím užívané Petrovicemi). Ve vsi je společenský dům se sálem propojený s hostincem. Ves je napojena na obecní vodovod a na obecní svoz komunálního odpadu. V místě je veřejná telefonní budka, dvě hasičské zbrojnice, místní lidová knihovna a bod sběru separovaného odpadu.

## Hospodářství
Nadmořská výška středu intravilánu vsi činí 505 m. Relief mírně svažitý. Katastrální území Petrovice u Miličína spadá do dotované méně příznivé zemědělské oblasti. Výměry k.ú. v ha: orná půda 390, zahrady 7, trav. porosty 43, lesní půda 85, vodní plochy 5, zastav. plochy 7, celkem 561. Úřední cena 1 m² zemědělské půdy odrážející její přirozenou úrodnost je 3,76 Kč (tyto ceny v ČR se pohybují v rozmezí od méně než 1 Kč až k 15 Kč). Ve vsi sídlí Klas a. s. (bývalé ZD Petrovice) založená roce 1994. Dále se zde nachází výroba postelí. Své činnosti zde provozují hasiči, myslivci a rybáři.

## Další fotografie

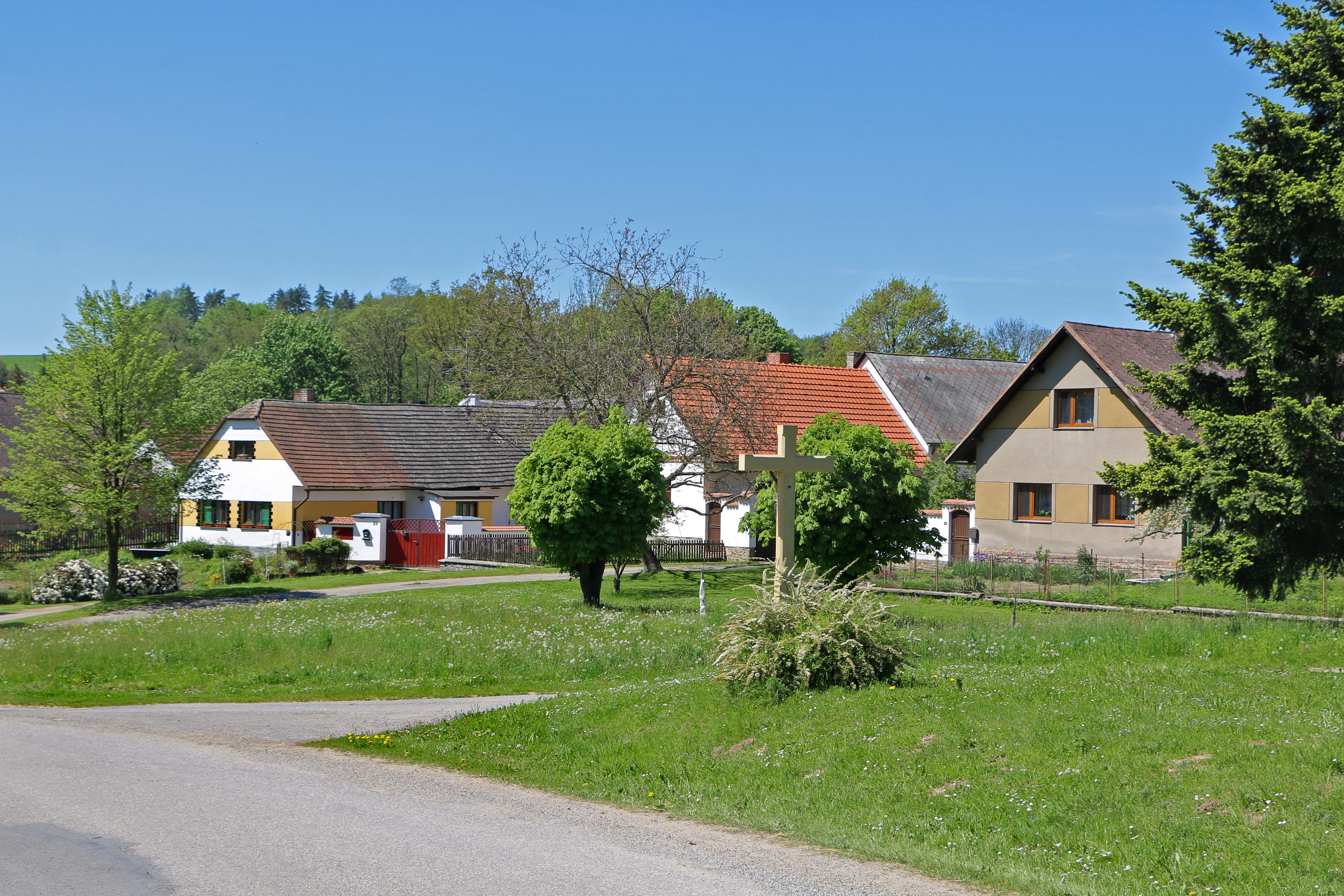
Náves
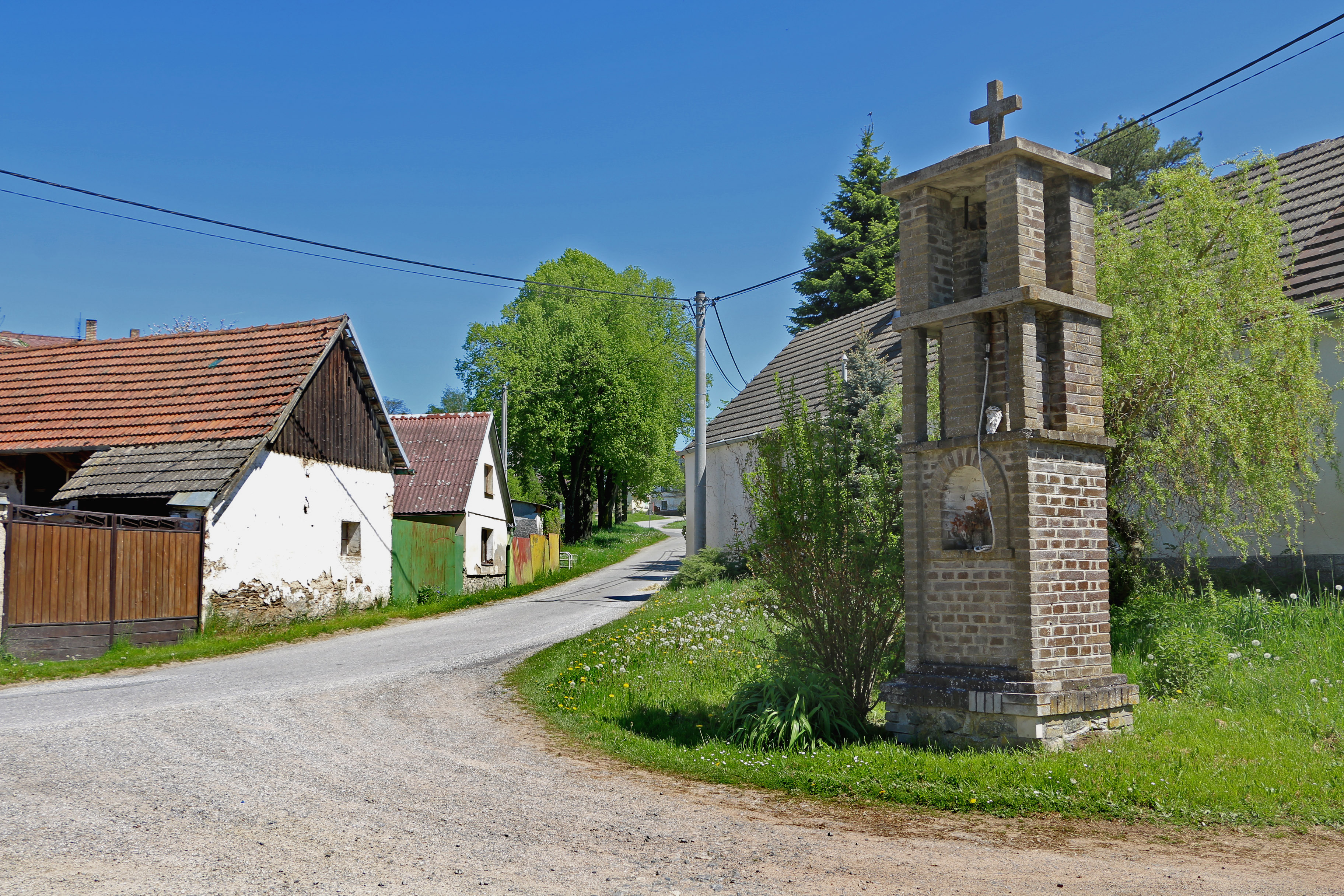
Zvonice v dolní části vesnice
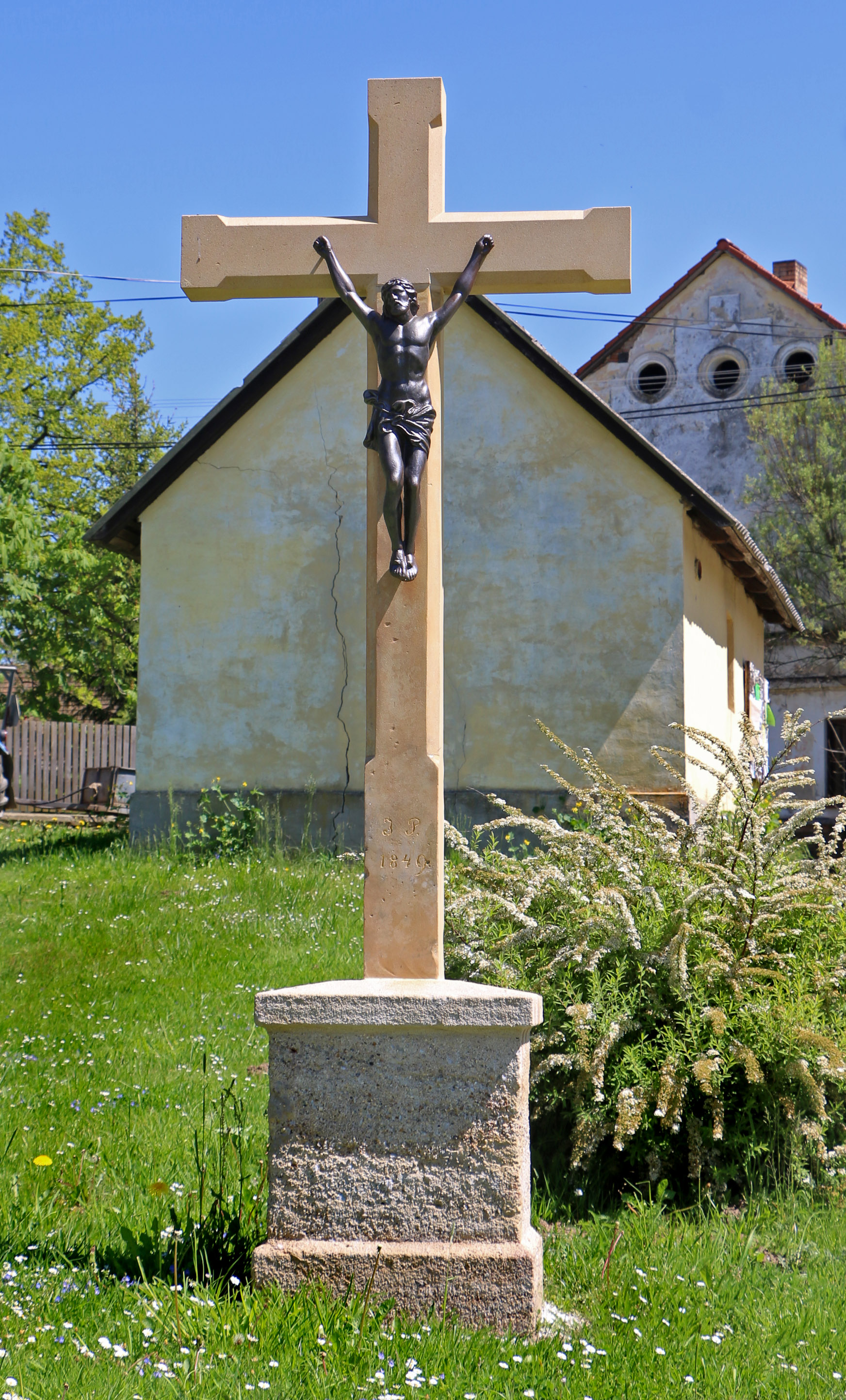
Kříž na návsi